# Brenda Song
Brenda Song   (Carmichael, 27 de març de 1988) és una cantant, actriu, model i ballarina estatunidenca. va començar la seva carrera als sis anys, treballant com a model infantil. Va debutar a la pantalla amb una aparició com a convidada a la comèdia de situació Thunder Alley (1995), i va continuar amb papers com la sèrie de televisió infantil Fudge (1995) i la sèrie de Nickelodeon 100 Deeds for Eddie McDowd (1999). Va protagonitzar la pel·lícula original de Disney Channel The Ultimate Christmas Present (2000), que li va valer un premi Young Artist . Posteriorment, va signar un contracte amb Disney Channel i va obtenir un ampli reconeixement per interpretar el personatge principal a la pel·lícula d'acció Wendy Wu: Homecoming Warrior (2006) i London Tipton a la franquícia The Suite Life (2005-2011), cosa que li va valer l'aclamació i dos premis Young Hollywood. També va interpretar el paper recurrent de Tia a Phil of the Future (2004–2005), i va tenir papers principals a la pel·lícula de televisió Get a Clue (2002), la comèdia esportiva Like Mike (2002) i la comèdia Stuck in the Suburbs (2004).

## Biografia
Brenda Song va néixer el 27 de març de 1988 a Carmichael, Califòrnia, un suburbi de Sacramento, filla d'un pare hmong de Bangkok i una mare tailandesa adoptada per una família hmong. Els seus avis paterns eren del clan Xiong (熊; Xyooj en hmong), però van americanitzar el seu cognom a Song després d'arribar als Estats Units. Els seus pares van néixer a Tailàndia i es van conèixer de grans a Sacramento. El seu pare treballa de mestre d'escola i la seva mare és mestressa de casa. Té dos germans petits que es diuen Timmy i Nathan Song.
Quan tenia sis anys, Song es va mudar amb la seva mare a Los Angeles per donar suport a la seva carrera d'actriu; la resta de la família la va seguir dos anys després. De petita, Song volia fer ballet, mentre que el seu germà petit volia fer taekwondo. Ella va dir: "La meva mare només ens volia portar a un lloc", així que es van decidir pel taekwondo. Tot i que Song va plorar durant tota la seva primera classe, ara té cinturó negre de taekwondo. Song va ser nomenat All-American Scholar al novè grau. Va rebre educació a casa i va obtenir el diploma de secundària als 16 anys, i després va fer cursos en un community college. Es va graduar a la Universitat de Califòrnia, Berkeley, el 2009, especialitzant-se en psicologia i amb una especialització en negocis. A més, està compromesa amb el germà de Miley Cyrus, Trace Cyrus.

## Carrera professional

### Dècada del 1990: Inicis
Song va començar al món de l'espectacle com a model infantil a San Francisco després que un agent d'una escola de models la veiés en un centre comercial. Va començar a actuar als cinc o sis anys en un anunci de Little Caesars, i després en un anunci de Barbie. El seu primer paper cinematogràfic va ser a Requiem el 1995, un curtmetratge estudiantil de l'AFI de l'actriu Elizabeth Sung. "Va arribar segura [a les audicions]. Estava molt concentrada i era molt evident que li encantava el que feia", va dir Sung. La pel·lícula tracta sobre una cambrera/ballarina anomenada Fong que recorda el seu estimat germà i la seva infància agredolça a Hong Kong. Song, de set anys, va interpretar una versió jove de "Fong", que és interpretat com a adult per Tamlyn Tomita. La pel·lícula va guanyar un premi CINE Golden Eagle. Va aparèixer en un altre curtmetratge dirigit per Elizabeth Sung anomenat The White Fox. Song va aparèixer després en dos episodis del programa de televisió Thunder Alley, i va ser una habitual a la sèrie de televisió infantil Fudge, on va interpretar Jenny. El seu debut cinematogràfic va ser a Santa with Muscles, una pel·lícula independent de 1996 protagonitzada pel lluitador professional Hulk Hogan .
Després d'un petit paper a Leave It to Beaver (1997), va aparèixer a la sèrie de televisió de Nickelodeon 100 Deeds for Eddie McDowd, on va interpretar Sariffa Chung en tretze episodis. Després de 100 Deeds, va tenir diversos petits papers en programes de televisió com ara 7th Heaven, Judging Amy, ER, Once and Again, The Brothers García, Popular, Bette, The Bernie Mac Show, The Nightmare Room, For the People i George Lopez.

### Dècada del 2000: Avenç amb Disney
Dos dels primers papers de Song van portar al reconeixement als Premis per a Joves Artistes. El seu paper a la pel·lícula original de Disney Channel del 2000, The Ultimate Christmas Present , li va valer el premi a la "Millor actuació en una comèdia per a televisió, com a actriu jove secundària". La pel·lícula se centra en dues adolescents, Allison Thompson (Hallee Hirsh) i Samantha Kwan (Song), que troben una màquina meteorològica i fan nevar a Los Angeles. La seva aparició al programa The Bernie Mac Show del 2002 li va valer una nominació a la categoria "Millor actuació en una sèrie de comèdia televisiva, amb actriu jove convidada". El mateix any, va participar a la pel·lícula familiar Like Mike, de la 20th Century Fox, que va recaptar més de 60 milions de dòlars. La pel·lícula està protagonitzada pel raper Bow Wow com un orfe que de sobte pot jugar a bàsquet a nivell de l'NBA. Song interpreta el personatge de Reg Stevens, un orfe de tretze anys.

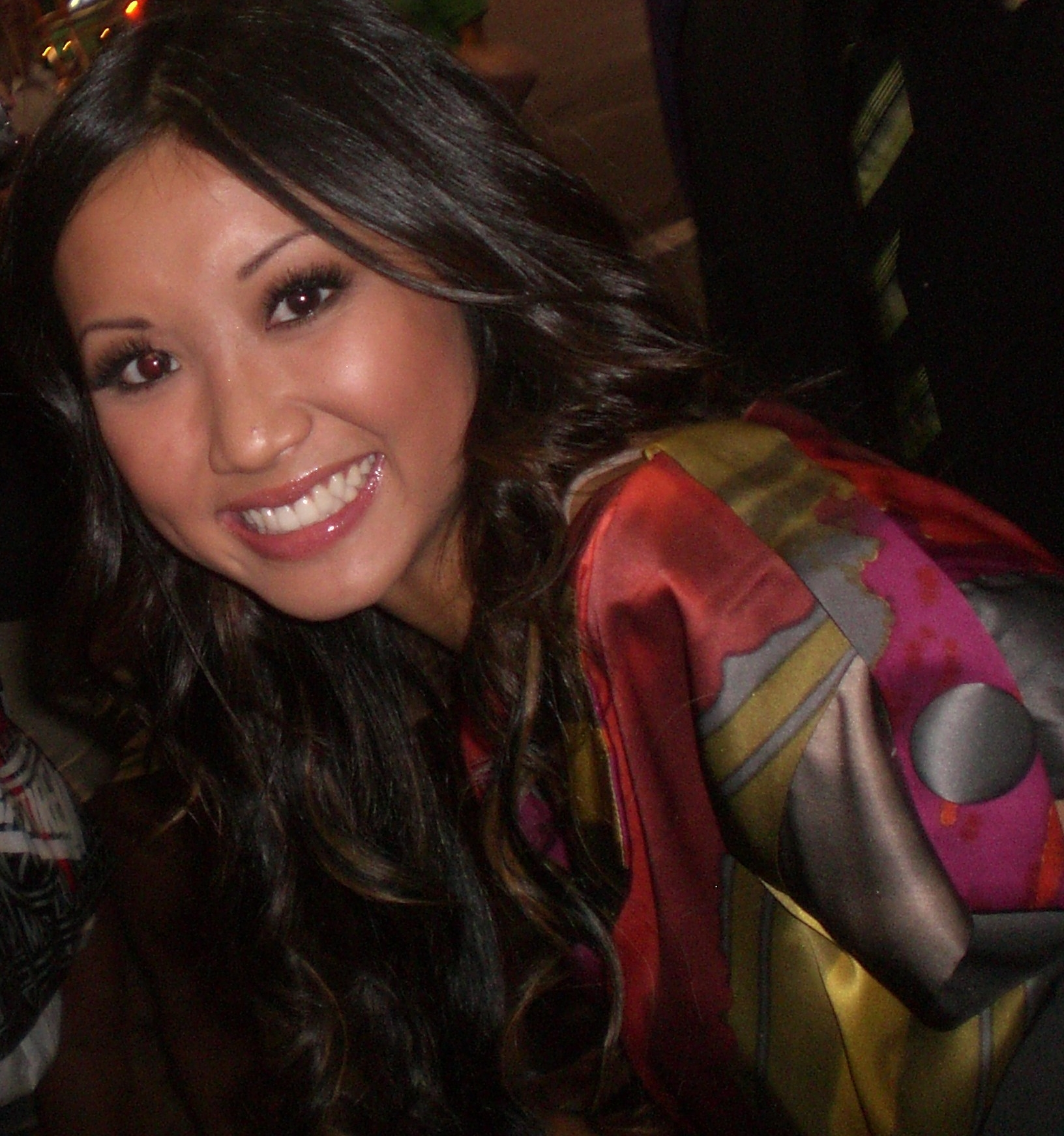
Cançó a l'estrena mundial de The Cheetah Girls: One el 12 d'agost de 2008

El 2002, Song va signar un contracte amb Disney i va aparèixer a la pel·lícula de Disney Channel *Get a Clue* (al costat de Lindsay Lohan). Song va continuar fent aparicions com a convidada en sitcoms de Disney com ara That's So Raven i One on One. Va tenir un paper recurrent com a Tia a la sèrie de Disney Channel Phil of the Future, apareixent en set episodis de la sèrie el 2004 i el 2005. L'estiu del 2004, Song va protagonitzar la pel·lícula original de Disney Channel Stuck in the Suburbs, on interpretava Natasha Kwon-Schwartz. L'estrena televisiva va rebre 3,7 milions d'espectadors. La pel·lícula tracta de dues adolescents que viuen als afores i que intercanvien accidentalment telèfons mòbils amb un famós cantant adolescent. Als 15 anys, va rebre una carta d'acceptació anticipada de la Universitat Harvard que va rebutjar. Parlant d'aquella època, va dir: "La meva mare va tenir càncer de mama per primera vegada, vaig contractar Suite Life i em van acceptar a la universitat on sempre havia volgut anar". El seu pare la va animar a acceptar el paper a Suite Life.
El 2005, Song va començar a aparèixer en el paper de l'hereva malcriada London Tipton a la sèrie original de Disney Channel, The Suite Life of Zack & Cody . Inicialment, el paper es deia "Paris" en una al·lusió a Paris Hilton. Va aconseguir el paper sense audició Song diu: "London és la meva persona de fantasia, m'agradaria poder ser ella. M'agradaria tenir el seu armari". La sèrie tracta sobre els residents i treballadors del fictici Hotel Tipton de Boston i se centra principalment en els bessons problemàtics, Zack i Cody Martin (Dylan i Cole Sprouse). La sèrie es va estrenar a Disney Channel el 18 de març de 2005, rebent quatre milions d'espectadors, convertint-se en l'estrena més reeixida per a Disney Channel el 2005. La sèrie va guanyar un premi Young Artist Award el 2007 a la "Millor sèrie de televisió familiar (comèdia)", nominacions als Emmy per "Millor programa infantil" (dues vegades) i "Millor coreografia", i tres nominacions als Nickelodeon Kids' Choice Awards per "Programa de televisió preferit" el 2007, 2008 i 2009. El 2006, Song va obtenir una nominació al Premi d'Excel·lència Asiàtica com a "Actriu Novella Destacada" pel seu paper a la sèrie.
Després del seu debut a la sèrie Suite Life, Song es va convertir en una habitual de Disney Channel i va tenir un paper de veu a la sèrie American Dragon: Jake Long de Disney Channel. El 2006, Song va tenir un paper de doblatge a Holidaze: The Christmas That Almost Didn't Happen . Més tard va protagonitzar una sèrie en línia anomenada London Tipton's Yay Me!. Song va formar part del Disney Channel Circle of Stars, un grup d'intèrprets de diverses sèries de televisió de Disney Channel. Va aparèixer a la gravació i al videoclip d'una versió de " A Dream Is a Wish Your Heart Makes ", que es va incloure a l'edició especial del DVD platí de La Ventafocs i al CD de DisneyMania 4, publicat a l'abril de 2006. A l'episodi amb temàtica de Suite Life High School Musical, Song va interpretar "Bop To The Top" i "Really Great". "Really Great" es va convertir en la cançó temàtica de la sèrie en línia London Tipton's Yay Me!. Va cantar "Bling Is My Favourite Thing" en un altre episodi de Suite Life . En aquests episodis, Song va cantar malament a propòsit interpretant el personatge de London Tipton. El 2008, Ian Scott va escriure i produir cançons demo per a ella, acreditades a Mark Jackson Productions.
El primer paper protagonista de Song com a personatge principal va ser a la pel·lícula original de Disney Channel del 2006 Wendy Wu:Homecoming Warrior, que va tenir més de 5,7 milions d'espectadors a la seva estrena. Originalment, es va planejar que Song fes un paper secundari, però li van oferir el paper principal després de començar a entrenar en arts marcials. Lydia Cook, una de les directores de la pel·lícula, va dir: "Tenia la combinació perfecta d'enginy i arts marcials". La pel·lícula tractava sobre una adolescent sinoamericana la vida de la qual es capgira per la visita d'un jove monjo xinès (Shin Koyamada); també tracta sobre la cultura i el patrimoni de Wendy. El vicepresident executiu de Disney Channel, Gary Marsh, va anomenar la pel·lícula "Buffy, la caçavampirs, troba una trobada entre Tigre i Drac" i va dir de Song: "Té un talent increïble, és intel·ligent. Afegeix diversitat a la nostra cadena i és una nena de veritat". Song sentia que es podia identificar amb les lluites del personatge amb la seva herència, ja que sabia poc sobre la seva pròpia gent abans de fer la pel·lícula. Per promocionar la pel·lícula, va posar per a la portada de Seventeen, Teen People, Teen, Seventeen Malaysia i diverses altres revistes, i va viatjar a Malàisia, Singapur i Costa Rica. La pel·lícula va rebre crítiques positives dels crítics. UltimateDisney.com va qualificar la pel·lícula com "una gran mostra de talent tant en la interpretació com en les arts marcials per a Brenda Song". Allmovie va descriure Song com una "personalitat encantadora i atractiva". Song va fer la major part del seu propi treball d'acrobàcies per a la pel·lícula, amb la guia de Koichi Sakamoto. Segons The New York Times, la pel·lícula es va convertir en un "vehicle estrella" per a Song.
Song va repetir el seu paper de London Tipton a la sèrie derivada de Suite Life, The Suite Life on Deck. L'estrena del programa a Disney Channel va atreure 5,7 milions d'espectadors, i es va convertir en l'estrena de la sèrie més vista al Family Channel del Canadà. Disney va encarregar la segona i tercera temporades de la sèrie. Song també va protagonitzar Paige en un especial de televisió animat per a la NBC, "Macy's Presents Little Spirit: Christmas in New York". A finals del 2008, Song va fer una aparició especial a la gran inauguració de RTA HealthLine a Cleveland. El maig de 2009, el repartiment de "The Suite Life" es va convertir en els personatges de Disney Channel amb més anys d'emissió contínua. L'article de portada de la MSN del 2009 sobre la sèrie deia: "Song és una de les principals raons per les quals la franquícia "Suite Life" continua sent una de les sèries més reeixides i ben valorades de la cadena Disney". També el 2009, va protagonitzar el telefilm Special Delivery, una pel·lícula sobre una missatgera en fiança, Maxine (Lisa Edelstein) i una adolescent problemàtica, Alice (Song). El Daily Record la va qualificar de "comèdia agradable". La publicació australiana Urban CineFilm va donar a Song una crítica positiva per la seva actuació a la pel·lícula. Song també va aparèixer a la pel·lícula teatral College Road Trip amb Raven-Symoné i Martin Lawrence.

### Dècada del 2010: Transició generalista
El 2010, Song es va unir al repartiment principal de The Social Network, de Columbia Pictures, juntament amb Jesse Eisenberg, Andrew Garfield i Justin Timberlake. Song va interpretar Christy Lee, una estudiant de la Universitat Harvard que surt amb Eduardo Saverin ( Andrew Garfield ). Aclamada per la crítica, és la seva primera pel·lícula que ha estat inclosa al Registre Nacional de Cinema per la Biblioteca del Congrés. A l'octubre de 2011, Song va protagonitzar la pel·lícula de ciència-ficció i dansa Boogie Town a Los Angeles. La pel·lícula és una recreació de la tragèdia Romeu i Julieta i està ambientada en una ciutat futurista de Nova York on les batalles de ball estan prohibides permanentment. Song interpreta el paper de Natalie, la protagonista femenina. El 2012, Song va protagonitzar el curtmetratge First Kiss juntament amb el seu coprotagonista de Social Network, Joseph Mazzello. First Kiss es va projectar en nombrosos festivals de cinema arreu dels Estats Units i va guanyar el premi al millor curtmetratge al Festival de Cinema d'Omaha i al Festival de Cinema TriMedia.
El 2012 i el 2013, Song va tenir un paper recurrent com a Alissa a la sèrie de televisió Scandal durant la primera i la segona temporades. El 2013, Song va tenir un paper recurrent com a Daisy a New Girl. L'agost de 2013, Song va ser escollida per a un paper principal a la sèrie de televisió de Fox Dads, en què Song va interpretar Veronica. L'episodi pilot de la sèrie va ser criticat pels grups de control asiàtic-americans perquè el personatge de Song portava una disfressa estereotípica de "colegiala asiàtica sexy", que va ser considerada "racista" pels grups de control. En una entrevista amb Entertainment Weekly, Song va defensar la sèrie i va negar les acusacions de racisme. La Fox es va negar a tornar a rodar les escenes. La sèrie es va estrenar el 17 de setembre de 2013, però el maig de 2014, Fox la va cancel·lar després de només una temporada. A l'octubre de 2014, Song va signar un acord de fidelització de talents amb Fox i 20th Century Fox Television per protagonitzar un projecte televisiu. L'abril de 2015, Song va tenir un paper regular al pilot de comèdia de la NBC , Take It From Us. El novembre de 2015, Song va ser escollida per a la sèrie de la CBS Life in Pieces com a Bonnie.
El febrer de 2016, Song va ser escollida per al pilot de la CBS, Bunker Hill. Més tard, rebatejada com a Pure Genius, la sèrie va ser adquirida per la CBS i emesa durant la temporada televisiva 2016-2017, però va ser cancel·lada després d'una temporada. El març de 2017, Song va ser escollida com a protagonista regular de la sèrie pilot Real Life de la CBS. També va participar en el debut com a director de Seth Green, Changeland, en la qual va treballar amb el seu futur marit, Macaulay Culkin. A l'agost de 2017, es va anunciar que Song protagonitzaria la primera pel·lícula nadalenca original de Freeform, Angry Angel, que es va estrenar el 18 de novembre de 2017. El març de 2018, es va revelar que Song s'uniria al repartiment de Station 19 per a un arc de diversos episodis. El desembre de 2018, es va anunciar que Song protagonitzaria el thriller psicològic de Netflix Secret Obsession. La pel·lícula es va estrenar el 18 de juliol de 2019. El gener de 2019 es va anunciar que Song protagonitzaria la sèrie de televisió de Hulu Dollface al costat de Kat Dennings. Del 2019 al 2022, va posar la veu a Anne Boonchuy a la sèrie animada Amphibia de Disney Channel. També va aparèixer com a estrella convidada al videoclip d'Aly i AJ per a la cançó "Star Maps", del seu EP Sanctuary del 2019.

### Dècada del 2020: Reconeixement renovat
El 2022, Song va començar a aparèixer a The Proud Family: Louder and Prouder, on va posar veu a la presentadora de notícies Vanessa Vue. Aquell mateix any, va protagonitzar el personatge principal d'Alexa a la pel·lícula original d'Amazon Freevee, Love Accidentally . Radhika Menon, de Decider, va escriure: «La pel·lícula infrautilitza Brenda Song». També el 2022, va formar part d'un repartiment coral que va aparèixer al joc de terror The Quarry. El 2023, va començar a posar veu a la princesa Akemi a la sèrie animada Blue Eye Samurai.
En una entrevista amb Seija Rankin, de The Hollywood Reporter, Song va revelar que es va trobar en una fase de crisi professional a principis del 2023 i que va considerar retirar-se. Després va ser escollida com a bailarina a la pel·lícula dramàtica de Gia Coppola The Last Showgirl, en què pensava que el seu paper sorprendria el públic, ja que el seu personatge treballa en el sector de l'entreteniment per a adults. L'última corista es va estrenar el 2024 i va guanyar un premi compartit per a Song al Festival Internacional de Cinema de Sant Sebastià. L'any següent, va protagonitzar la sèrie de comèdia d'oficina Running Point, protagonitzada per Mindy Kaling. Sobre la seva actuació, la revista Time va escriure: "Song és una força d'alta energia i competència com a mà dreta d'Isla ( Kate Hudson ), tot i que algunes històries independents l'ajudarien a escapar d'un paper d'assistent poc desenvolupat si la sèrie tingués una segona temporada". Tant per a The Last Showgirl com per a Running Point, Song va ser elogiada per Vanity Fair i els mitjans de comunicació per la seva reinvenció professional. La mateixa Song atribueix a aquests papers el fet de permetre al públic conèixer "el meu jo adult".

## Vida personal
Del 2010 al 2017, Song va mantenir una relació intermitent amb el músic Trace Cyrus, amb qui va estar promesa del 2011 al 2012. El 2018, Song va compartir que tenia una relació amb l'actor Macaulay Culkin, a qui va conèixer el juny de 2017 quan treballaven junts a Changeland; se'ls va veure sortint el mes següent. El seu primer fill, Dakota Song Culkin, va néixer el 5 d'abril de 2021 i va rebre el nom de la difunta germana de Culkin, Dakota, que va morir en un accident de cotxe el 2008. Després de més de quatre anys de relació, Culkin i Song es van prometre el gener de 2022. El segon fill de Song i Culkin, Carson Song Culkin, va néixer el desembre de 2022. La parella viu a Los Angeles.